# ファントマ ミサイル作戦
『ファントマ ミサイル作戦』（Fantômas contre Scotland Yard）は1967年のフランスのコメディ映画。フランスの人気小説シリーズ『ファントマ』シリーズを映画化した作品で、三部作の完結編である。本国の10倍以上の観客動員数を記録したソビエト連邦でモスクワを舞台とした第4作の「モスクワのファントマ」が企画されたが、主役のジャン・マレーがルイ・ド・フュネスの主役を食う演技により実質脇役に回ることで二人の間に確執が生まれたことによって二人の共演が互いに拒否されて制作に至ることができなかった。
監督はアンドレ・ユヌベル。出演はジャン・マレー、ミレーヌ・ドモンジョ、ルイ・ド・フュネスなど。
日本では、2006年にリバイバル公開された。

## キャスト
| 役名               | 俳優                       | 日本語吹替                        | 日本語吹替                     |
| 役名               | 俳優                       | TBS版                             | テレビ朝日版                   |
| ------------------ | -------------------------- | --------------------------------- | ------------------------------ |
| ファントマ         | ジャン・マレー             | 山内雅人                          | 筈見純                         |
| ファンドール       | ジャン・マレー             | 横森久                            | 小林修                         |
| エレーヌ           | ミレーヌ・ドモンジョ       | 小原乃梨子                        | 沢井桃子                       |
| ジューヴ警視       | ルイ・ド・フュネス         | 早野寿郎                          | 熊倉一雄                       |
| ドロシー           | フランソワーズ・クリストフ | 中西妙子                          | 此島愛子                       |
| アンドレ           | アンリ・セール             | 斉藤真                            | 仲木隆司                       |
| マク・ラシュレー卿 | ジャン＝ロジェ・コシモン   |                                   | 人見明                         |
| ベルトラン警部     | ジャックス・ディナム       |                                   | 神山卓三                       |
| スミス警部         | アンドレ・デュマス         |                                   | 田中康郎                       |
| アルバート         | ジャン・オゼンヌ           |                                   | 及川ヒロオ                     |
| アレクサンダー     | マックス・モンタヴォン     |                                   | たてかべ和也                   |
|                    |                            |                                   |                                |
| 演出               | 演出                       |                                   | 高桑慎一郎                     |
| 翻訳               | 翻訳                       |                                   | 入江敦子                       |
| 効果               | 効果                       |                                   | 大野義信                       |
| 調整               | 調整                       |                                   | 山田太平                       |
| 制作               | 制作                       |                                   | ニュージャパンフィルム         |
| 解説               | 解説                       | 荻昌弘                            | 淀川長治                       |
| 初回放送           | 初回放送                   | 1974年4月8日 『月曜ロードショー』 | 1979年2月25日 『日曜洋画劇場』 |

## スタッフ
- 監督：アンドレ・ユヌベル
- 原作：マルセル・アラン、エミール・スーベストル
- 脚本：ジャン・アラン、ピエール・フーコー
- 撮影：マルセル・グリニヨン
- 音楽：ミシェル・マーニュ